# Эффект Шубникова — де Хааза
Эффект Шубникова — де Хааза  (эффект Шубникова — де Гааза) назван в честь советского физика Л. В. Шубникова и нидерландского физика В. де Хааза, открывших его в 1930 году. Наблюдаемый эффект заключался в осцилляциях магнетосопротивления плёнок висмута при низких температурах. Позже эффект Шубникова — де Гааза наблюдали в многих других металлах и полупроводниках. Эффект Шубникова — де Гааза используется для определения тензора эффективной массы и формы поверхности Ферми в металлах и полупроводниках.
Термины продольный и поперечный эффекты Шубникова — де Гааза вводят, чтобы различать ориентацию магнитного поля относительно направления течения электрического тока. Особый интерес заслуживает поперечный эффект Шубникова — де Гааза в двумерном электронном газе (ДЭГ).

## Причина возникновения
Причина возникновения осцилляций проводимости и сопротивления кроется в особенностях энергетического спектра ДЭГ, а именно здесь речь идёт об уровнях Ландау с энергиями
{\displaystyle E_{n}^{LL}=\hbar \omega _{c}\left(n+{\frac {1}{2}}\right),}
где {\displaystyle \hbar } — постоянная Планка, {\displaystyle \omega _{c}={\frac {eB}{m^{*}c}}} — циклотронная частота осциллятора Ландау, {\displaystyle m^{*}} — эффективная масса электрона, {\displaystyle n=0,1,2...} — номер уровня Ландау, {\displaystyle c} — скорость света,.
Плотность состояний ДЭГ {\displaystyle DOS(\varepsilon )} в квантующем магнитном поле для двумерного случая представляет собой набор дельтообразных особенностей
{\displaystyle DOS(\varepsilon )=\sum _{n=1}^{\infty }{\delta \left(\varepsilon -\hbar \omega _{c}\left(n+{\frac {1}{2}}\right)\right)}.}
Пусть уровень Ферми {\displaystyle E_{F}} зафиксирован, например, уровнем Ферми в контактах. Тогда при возрастании магнитного поля B расстояние между уровнями Ландау начнёт увеличиваться, и они будут пересекать при условии {\displaystyle E_{F}=E_{n}^{LL}} уровень Ферми, и проводимость ДЭГ возрастет. Когда уровень Ферми находится между двумя уровнями Ландау, где нет электронов, дающих вклад в проводимость, наблюдается её минимум. Этот процесс повторяется при увеличении магнитного поля. Осцилляции магнетосопротивления периодичны по обратному магнитному полю и из их периода {\displaystyle \Delta \left({\frac {1}{B}}\right)} определяют концентрацию двумерного электронного газа (ДЭГ)
{\displaystyle n_{2DEG}={\frac {2e}{h}}{\frac {1}{\Delta (1/B)}},}
где {\displaystyle e} — заряд электрона, {\displaystyle h} — постоянная Планка.
Осцилляции магнетосопротивления возникают и в другой постановке эксперимента, если зафиксировать магнитное поле и каким-либо образом менять концентрацию ДЭГ, например, в полевом транзисторе изменяя потенциал затвора.

## Двумерный случай
Рассмотрим вырожденный двумерный газ (находящийся на плоскости {\displaystyle xy}) невзаимодействующих (свободных) электронов с эффективной массой {\displaystyle m^{*}}. Сильное магнитное поле {\displaystyle {\boldsymbol {B}}} направлено перпендикулярно плоскости и выполнено неравенство {\displaystyle \omega _{c}\tau \gg 1} ({\displaystyle \omega _{c}=eB/m^{*}c} — циклотронная частота), то есть энергетический спектр квантован. Температуру {\displaystyle T} полагаем достаточно низкой, а уширение уровней Ландау за счет рассеяния электронов меньшим, чем расстояние между уровнями {\displaystyle \hbar \omega _{c}\gg T,\hbar /\tau }, {\displaystyle \tau } — время свободного пробега. В этом случае зависимость компонент тензора электропроводности от магнитного поля имеет вид:
{\displaystyle \sigma _{xx}=\sigma _{yy}={\frac {\sigma _{0}}{1+\left(\omega _{c}\tau \right)^{2}}}\left[1+{\frac {2{{\left(\omega _{c}\tau \right)}^{2}}}{1+{{\left(\omega _{c}\tau \right)}^{2}}}}{\frac {\Delta \nu }{\nu _{0}}}\right]},
{\displaystyle \sigma _{xy}=-\sigma _{yx}=-{\frac {\sigma _{0}\omega _{c}\tau }{1+{{\left(\omega _{c}\tau \right)}^{2}}}}\left\{1-{\frac {3{{\left(\omega _{c}\tau \right)}^{2}}+1}{{{\left(\omega _{c}\tau \right)}^{2}}\left[1+{{\left(\omega _{c}\tau \right)}^{2}}\right]}}{\frac {\Delta \nu }{\nu _{0}}}\right\}},
где {\displaystyle \sigma _{0}} — электропроводность в отсутствии магнитного поля, определяемая формулой Друде.
Осцилляции электропроводности при изменении поля описывается отношением осциллирующей части плотности состояний {\displaystyle \Delta \nu } к плотности состояний в отсутствие магнитного поля, {\displaystyle \nu _{0}\gg \Delta \nu }:
{\displaystyle {\frac {\Delta \nu }{\nu _{0}}}=2\sum \limits _{s=1}^{\infty }{\exp \left(-{\frac {\pi s}{\omega _{c}\tau }}\right)}{\frac {2{{\pi }^{2}}T/\left(\hbar \omega _{c}\right)}{\sinh \left(2{{\pi }^{2}}T/\left(\hbar \omega _{c}\right)\right)}}\cos \left({\frac {2\pi s{{\varepsilon }_{F}}}{\hbar \omega _{c}}}-\pi s\right)},
где {\displaystyle \varepsilon _{F}} — энергия Ферми.
Компоненты тензора сопротивления {\displaystyle {{\rho }_{ik}}} , обратного тензору проводимости, {\displaystyle \sigma _{ik}^{-1}={{\rho }_{ik}}}, имеют простой вид:
{\displaystyle {{\rho }_{xx}}={\frac {1}{\sigma _{0}}}\left(1+2{\frac {\Delta \nu }{\nu _{0}}}\right)},
{\displaystyle {{\rho }_{xy}}={\frac {\omega _{c}\tau }{\sigma _{0}}}\left(1-{\frac {1}{{\left(\omega _{c}\tau \right)}^{2}}}{\frac {\Delta \nu }{\nu _{0}}}\right)}.
Приведенные формулы справедливы в случае, когда можно пренебречь зеемановским расщеплением квантовых уровней ({\displaystyle g_{zz}\mu _{B}B\ll \hbar \omega _{c}}, {\displaystyle \mu _{B}} — магнетон Бора, {\displaystyle g_{zz}} — компонента тензора g—фактора электронов).

## Трёхмерный случай
Форма осцилляций слабо зависит от вида рассеивающего потенциала и следующее выражение, учитывающее уширение за счёт столкновений и температуры, а также спиновое расщепление, даёт хорошее приближение для описания поперечного эффекта Шубникова — де Гааза для трёхмерного электронного газа
{\displaystyle \sigma _{xx}=\sigma _{0}\left(1+\sum _{r=1}^{\infty }b_{r}\cos {\left(2\pi \eta r-{\frac {\pi }{4}}\right)}\right)}
{\displaystyle b_{r}=(-1)^{r}{\frac {5}{2}}{\frac {1}{(2\eta r)^{1/2}}}\cdot {\frac {\frac {2\pi ^{2}rk_{B}T_{e}}{\hbar \omega _{c}}}{\mathrm {sh} {2\pi ^{2}rk_{B}T_{e} \over \hbar \omega _{c}}}}\cdot e^{-2\pi ^{2}rk_{B}T_{D} \over \hbar \omega _{c}}\cos {\pi grm^{*} \over 2m_{0}}}
где {\displaystyle \eta =E_{F}/\hbar \omega _{c}}, {\displaystyle T_{D}} — температура Дингля, определённая по столкновительному уширению {\displaystyle \Gamma } уровня как {\displaystyle \pi k_{B}T_{D}=\Gamma }, {\displaystyle k_{B}} — постоянная Больцмана, {\displaystyle T_{e}} — температура электронного газа, {\displaystyle g} — множитель Ландэ для электрона ({\displaystyle g}-фактор), {\displaystyle m_{0}} — масса свободного электрона.
Аналогичное выражение для описания продольного эффекта Шубникова — де Гааза для трёхмерного электронного газа (с учётом рассеяния на акустических фононах) запишется в виде
{\displaystyle \sigma _{xx}=\sigma _{0L}\left(1-\sum _{r=1}^{\infty }b_{r}\cos {\left(2\pi \eta r-{\frac {\pi }{4}}\right)}\right)}
{\displaystyle b_{r}=(-1)^{r}{\frac {1}{(2\eta r)^{1/2}}}\cdot {\frac {\frac {2\pi ^{2}rk_{B}T_{e}}{\hbar \omega _{c}}}{\mathrm {sh} {2\pi ^{2}rk_{B}T_{e} \over \hbar \omega _{c}}}}\cdot e^{-2\pi ^{2}rk_{B}T_{D} \over \hbar \omega _{c}}\cos {\pi grm^{*} \over 2m_{0}}}
где {\displaystyle \sigma _{0L}={\frac {2e^{2}\hbar \rho v_{s}^{2}}{\pi \Xi ^{2}k_{B}Tm^{*}}}{\frac {E_{F}}{3}}} ({\displaystyle \Xi } — деформационный потенциал, {\displaystyle v_{s}} — скорость звука, {\displaystyle T} — температура).

## Произвольный закон дисперсии
При произвольном законе дисперсии электронов проводимости {\displaystyle \varepsilon \left(\mathbf {p} \right)} ({\displaystyle \mathbf {p} } — квазиимпульс) амплитуда и период осцилляций электропроводности зависят от геометрии Ферми поверхности {\displaystyle \varepsilon \left(\mathbf {p} \right)={{\varepsilon }_{F}}} ({\displaystyle {\varepsilon }_{F}} — энергия Ферми).
В отличие от эффекта де Гааза — ван Альфена, в эффекте Шубникова — де Гааза в осцилляционной зависимости компонент тензора электропроводности {\displaystyle {{\sigma }_{ik}}} ({\displaystyle i,k=x,y,z}) от магнитного поля помимо осцилляций плотности состояний (аналогично эффекту де Гааза — ван Альфена) появляются осцилляции, которые связаны с влиянием квантования Ландау на процессы рассеяния. Учёт в интеграле столкновений кинетического уравнения квантования энергетического спектра и влияния электрического поля {\displaystyle \mathbf {E} } на энергию электрона, показало, что вклад процессов рассеяния в амплитуду осцилляций Шубникова — де Гааза поперечных компонент {\displaystyle \sigma _{xx}}, {\displaystyle \sigma _{yy}} (магнитное поле {\displaystyle \mathbf {H} } направлено вдоль оси {\displaystyle z}) в скрещенных полях ({\displaystyle \mathbf {E} \bot \mathbf {H} }) является определяющим. Относительная осциллирующая добавка к диагональным компонентам тензора проводимости {\displaystyle \Delta {{\sigma }_{ii}}/{\sigma }_{ii}} в квазиклассическом приближении имеет порядок:
{\displaystyle {\frac {\Delta {{\sigma }_{zz}}}{{\sigma }_{zz}}}\sim {\frac {\Delta {{\sigma }_{xx}}}{{\sigma }_{xx}}}\sim {\frac {\Delta {{\sigma }_{yy}}}{{\sigma }_{yy}}}\sim {{\nu }^{-1}}\left({{\varepsilon }_{F}}\right)\sum \limits _{m}{{{\left({\frac {m_{c}{{S}_{m}}}{H}}\right)}^{2}}{\frac {\partial M_{osc}}{\partial H}}}},
где {\displaystyle \nu \left({{\varepsilon }_{F}}\right)} — плотность состояний при энергии, равной энергии Ферми; {\displaystyle {{m}_{c}}={\frac {1}{2\pi }}{\frac {\partial {{S}_{m}}}{\partial {{\varepsilon }_{F}}}}} — циклотронная масса электрона; {\displaystyle {S}_{m}(\varepsilon _{F})} — площади экстремальных сечений ({\displaystyle \partial {{S}_{m}}/\partial {{p}_{H}}=0}) поверхности Ферми плоскостями {\displaystyle {p_{H}}=const}, где {\displaystyle p_{H}} — проекция квазиимпульса электрона на направление магнитного поля; {\displaystyle M_{osc}} — осциллирующая часть магнитного момента электронов. Суммирование по индексу {\displaystyle m} проводится по всем экстремальным сечениям. Согласно теории Лифшица — Косевича
{\displaystyle {{M}_{osc}}\simeq -A_{LK}\sin \left({\frac {c}{e\hbar H}}{{S}_{m}}\mp {\frac {\pi }{4}}-2\pi \gamma \right)\cos \left(\pi {\frac {m_{c}}{{m}_{0}}}\right);}
где
{\displaystyle A_{LK}={\frac {V}{\pi ^{2}{\sqrt {2\pi }}\hbar ^{3}}}\left({\frac {e\hbar }{c}}\right)^{3/2}{\frac {S_{m}{\sqrt {H}}}{{{\left|{}^{{{\partial }^{2}}{{S}_{m}}}\!\!\diagup \!\!{}_{\partial p_{H}^{2}}\;\right|}^{1/2}}\partial {{S}_{m}}/\partial {{\varepsilon }_{F}}}}\Psi \left({\frac {2\pi ^{2}T}{\hbar \omega _{c}}}\right)}.
Формула справедлива при выполнении неравенств:
{\displaystyle T\ll {\frac {\hbar eH}{{{m}_{c}}c}}\ll {{\varepsilon }_{F}};\quad {\frac {e\hbar H}{2{{m}_{0}}c}}\ll {{\varepsilon }_{F}};}
где {\displaystyle V} — объём металла, {\displaystyle \Psi \left(z\right)=z/\sinh z}, {\displaystyle T} — температура, {\displaystyle m_{0}} — масса свободного электрона, {\displaystyle {{\omega }_{c}}={\frac {eH}{{{m}_{c}}c}}} — циклотронная частота, {\displaystyle \gamma <1}, постоянная Больцмана {\displaystyle k_{B}=1}.
Период осцилляций по обратному магнитному полю равен:
{\displaystyle \Delta \left({\frac {1}{H}}\right)={\frac {2\pi e\hbar }{c{{S}_{m}}}}}.